# Jüdische Friedhöfe in Emden

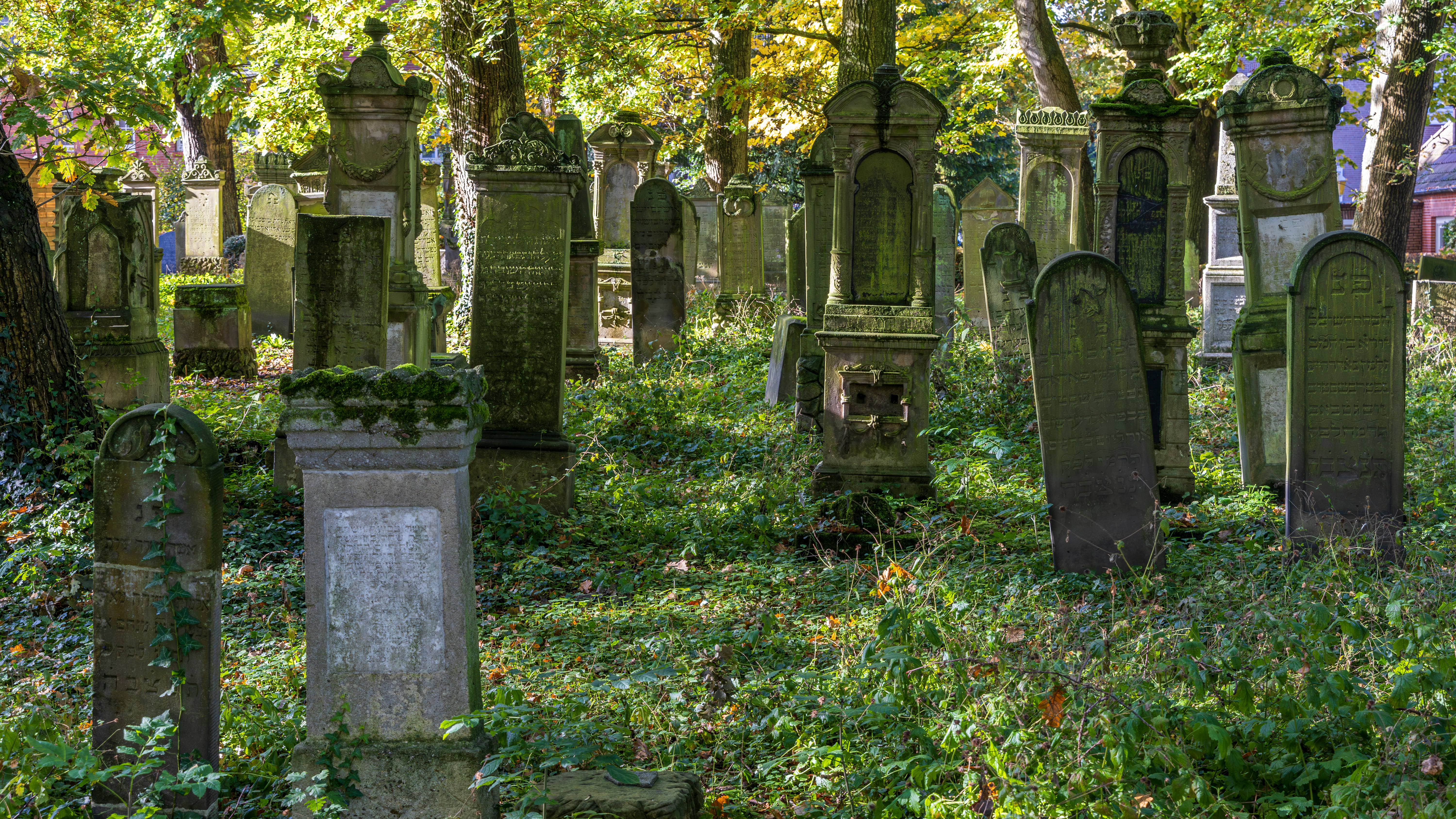
Der jüdische Friedhof an der Bollwerkstraße in Emden

Es gab mindestens zwei jüdische Friedhöfe in Emden. Den ältesten legte die örtliche Gemeinde außerhalb der Stadt im 16. Jahrhundert im heutigen Stadtteil Tholenswehr am Treckfahrtstief an, den zweiten im Jahre 1703 auf einem Gelände an der heutigen Bollwerkstraße. Dort sind insgesamt 798 Grabsteine erhalten. Damit ist er der größte jüdische Friedhof in Ostfriesland.

## Geschichte

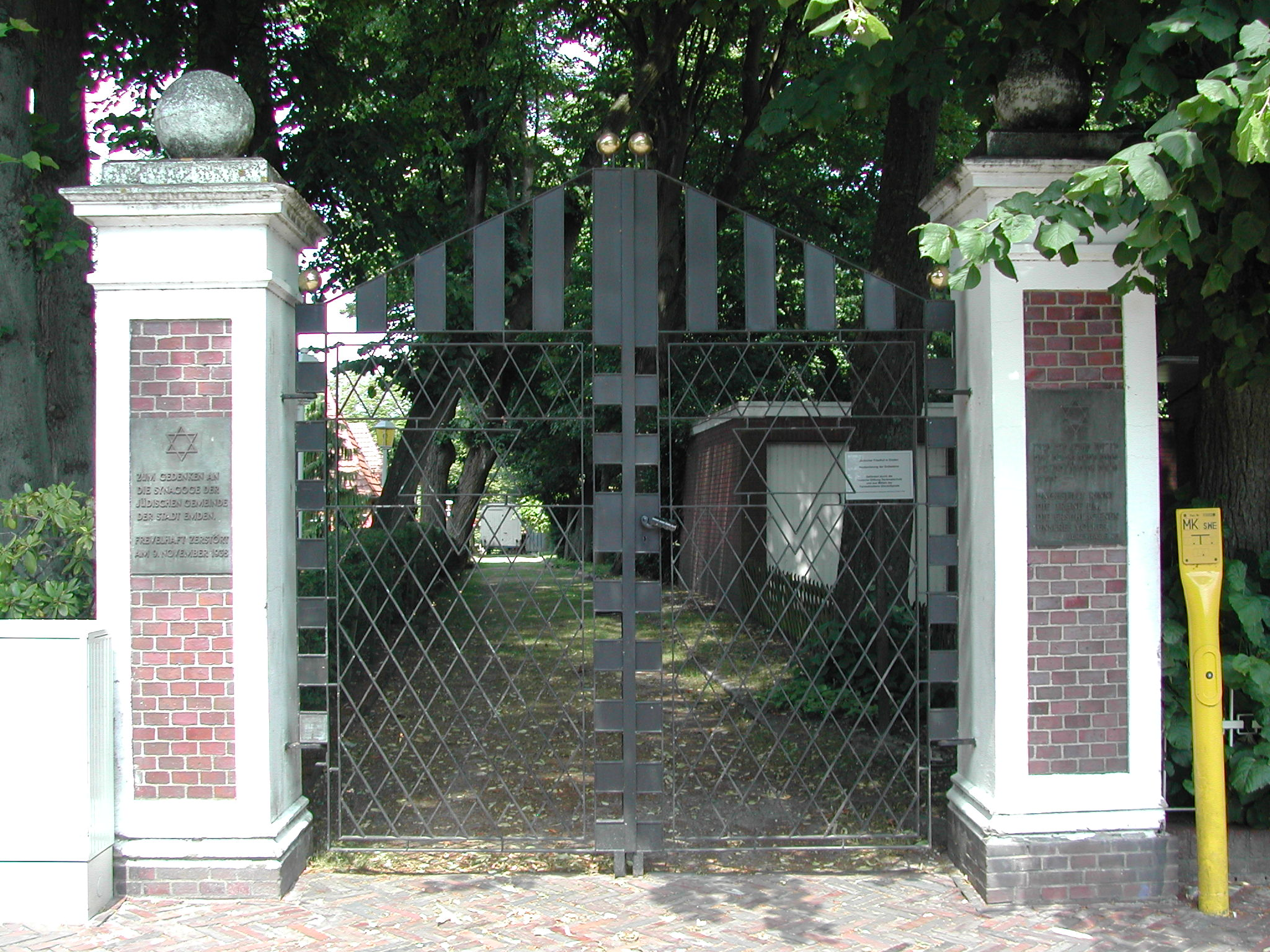
Eingangstor zum jüdischen Friedhof in Tholenswehr

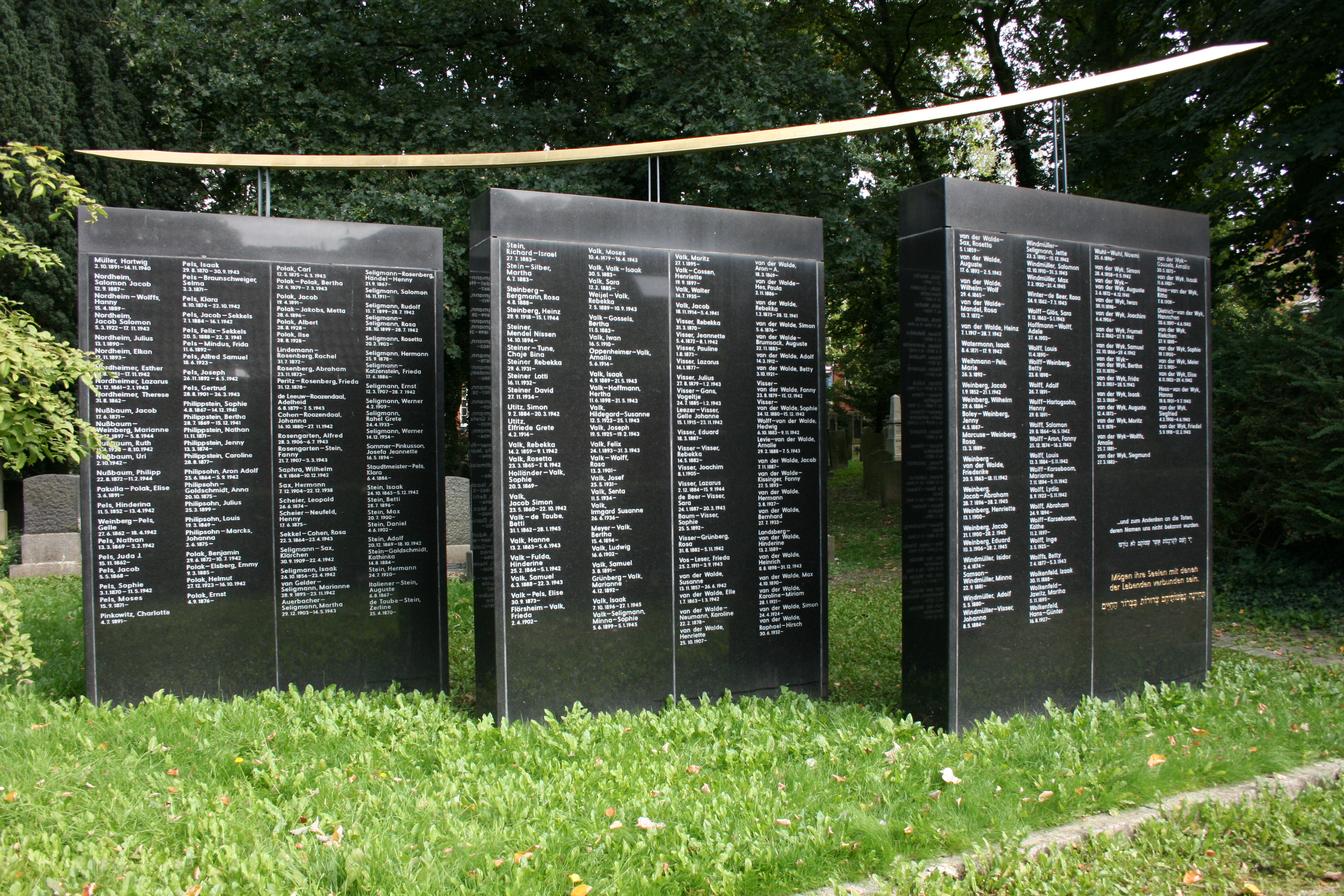
Die Gedenkstätte auf dem Friedhof

Erstmals wird 1586 ein Jodenkerckhoff am Konicks-Rebersweg in Emden erwähnt. Ob es sich dabei um den Friedhof in Tholenswehr handelt, oder ob nur ein wirtschaftlich unbrauchbares Landstück bezeichnet wurde, ist unklar.
Der älteste bekannte und sicher lokalisierbare Friedhof der Gemeinde befand sich außerhalb des historischen Stadtzentrums am Treckfahrtstief in Tholenswehr. Er diente der jüdischen Bevölkerung von Oldersum, Weener, Bunde, Jemgum sowie Stapelmoor bis 1670 als Begräbnisplatz. In diesem Jahr wandten sich die Vertreter der Rheiderländischen Juden an die Fürstin Christine Charlotte. Sie baten darum, „in Gnaden zu consentiren, daß wyr unser endts in besagtem Ambte (Leerort) etwa ein halb oder gantz Diemat Landes vor ziemlichen Preiß an uns mogen erkaufen und selbiges zu einem Gottesacker vor unsere Todten benutzen dürfen“. Dieser Bitte gab die Fürstin statt, so dass die Rheiderländer in Smarlingen bei Weener einen eigenen Friedhof anlegen konnten. Der Friedhof in Tholenswehr wurde danach von der Emder Gemeinde noch bis 1703 belegt. Heute sind dort keine Steine sichtbar erhalten. Viele sind wohl im weichen Sand am Rande des Kanals versackt. Auf einem 1933 veröffentlichten Foto sind nur noch drei Grabplatten zu erkennen. Bei der Anlage einer Straße im Jahre 1953 entdeckten Arbeiter 26 Grabsteine, die ein Jahr später 1954 zum Friedhof an der Bollwerkstraße gebracht worden sind. Heute befindet sich auf dem Areal des ehemaligen Friedhofes eine Grünanlage. Ein Gedenkstein erinnert an die frühere Funktion des Geländes. Zudem sind die Inschriften einiger Grabplatten aus dem 17. Jahrhundert dokumentiert.
Im Jahre 1703 entstand innerhalb der Stadtbefestigung über einem früheren Mühlenzwinger an der Schoonhovenstraße (später Sandpfad, heute Bollwerkstraße) ein neuer Friedhof. Wie die Gemeinde in den Besitz des Geländes kam, ist unklar. Von 1703 bis etwa 1708 lebten in Emden auch Marranen. Diese haben diese den Friedhof mitgenutzt, möglicherweise sogar gekauft und nach ihrem Wegzug der Emder jüdischen Gemeinde übergeben. Die Quellenlage dazu ist widersprüchlich. Der Friedhof diente der Gemeinde bis zu ihrem Ende in der Zeit des Nationalsozialismus als Begräbnisplatz.
Nach dem Krieg versuchten einige zurückgekehrte Familien in Emden wieder eine jüdische Gemeinde aufzubauen. Dieses Vorhaben scheiterte jedoch, als viele Mitglieder nach der Gründung des Staates Israel auswanderten. Anschließend verwahrloste das Gelände. 1980 schändeten Unbekannte den Friedhof. Sie stürzten etwa 150 Denkmale um. Dabei zerbrach ein Teil der Grabsteine. Die Stadt sperrte den Friedhof anschließend für die Öffentlichkeit. Das Tor zum Friedhof fertigten Schüler der Berufsbildenden Schulen in Emden im Jahre 1982.
Die Stadt Emden beschloss 1989 die Errichtung eines Denkmals auf dem Friedhofsgelände. Am 28. August 1990 weihte Landesrabbiner Henry Brandt aus Hannover diese Gedenkstätte ein. Sie besteht aus drei Granitstelen, auf denen die Namen von 465 ermordeten Emder Juden aufgeführt werden. Im Jahre 2001 begann die Sanierung der Grabstellen. Die Deutsche Stiftung Denkmalschutz, die Stadt Emden, die Firma Thyssen, der Landesverband der Jüdischen Gemeinden in Niedersachsen und der Arbeitskreis der Juden in Emden e. V. (die heutige Max-Windmüller-Gesellschaft) finanzierten die Maßnahme  mit rund 400.000 Euro. Heute finden nur noch vereinzelt Beerdigungen auf dem Friedhof statt. Er ist inzwischen wieder öffentlich zugänglich.

## Beschreibung
Der Friedhof an der Bollwerkstraße ist insgesamt 4863 Quadratmeter groß. Die ältesten Gräber datieren auf das Jahr 1706. Insgesamt sind 798 Grabsteine sowie 15 Fragmente erhalten.